# Ley General del Ambiente de la provincia de Mendoza
La Ley General del Ambiente Nº 5.961, es una ley sancionada y promulgada en el año 1992 por la provincia de Mendoza, Argentina. Establece al procedimiento de Evaluación de Impacto Ambiental como un procedimiento destinado a identificar e interpretar, así como a prevenir, las consecuencias o efectos que acciones o proyectos públicos o privados, puedan causar al equilibrio ecológico, al mantenimiento de la calidad de vida y a la preservación de los recursos naturales existentes en la provincia.
Este procedimiento busca generar un equilibrio entre el desarrollo económico y social de la población mendocina, sin por ello perjudicar el equilibrio ecológico de sus ecosistemas, en concordancia con el concepto de desarrollo sustentable. 
Debe recordarse que el sistema natural del ambiente cumple tres funciones básicas de servicio al ser humano, siendo estas: 
- Fuente de recursos naturales, tanto renovables como no renovables.
- Soporte de actividades.
- Receptor de efluentes, residuos y emisiones.

Dado que el ambiente brinda la posibilidad de contar con los bienes y servicios necesarios para la subsistencia y para la operación de las actividades que la sociedad requiere, existe el riesgo de hacer un uso irracional de los mismos. Para garantizar un aprovechamiento sustentable de los recursos ambientales, el procedimiento de Evaluación de Impacto Ambiental surge como herramienta de planificación y gestión. 

## Historia
La Ley 5.961 fue sancionada el 26 de agosto de 1992 y en su artículo 27.º, declara que todos los proyectos de obras o actividades capaces de modificar, directa o indirectamente, al ambiente del territorio provincial, deberán obtener una Declaración de Impacto Ambiental expedida por el Ministerio de Medio Ambiente, Urbanismo y Vivienda (en la actualidad: Ministerio de Tierras, Ambiente y Recursos Naturales) o por las Municipalidades de la provincia, quienes serán la autoridad de aplicación de la mencionada ley, según la categorización de los proyectos
.
El primer criterio de categorización de proyectos de obras y actividades es el enunciado en el Anexo I de la ley en estudio. Asimismo existen normas vinculadas a ésta, las cuales se detallan a continuación:
- Decreto N.º 2.109/94: Reglamenta el procedimiento de Evaluación de Impacto Ambiental en la provincia de Mendoza, estableciendo las etapas que deben sucederse y los contenidos mínimos exigidos para cada uno de los informes que intervienen en el proceso; requisitos indispensables para la obtención de la Declaración de Impacto Ambiental (D.I.A.). Asimismo, se establece la excepción de solicitar la D.I.A. para los proyectos que no estén comprendidos en las categorías enunciadas en el Anexo I de la Ley 5.961, o que, por su escaso impacto o magnitud no puedan afectar el equilibrio ecológico de uno o más ecosistemas. Para la obtención de esta exención los proponentes deberán presentar un Aviso de Proyecto, según las condiciones expresadas en el artículo 11.º de la Ley General del Ambiente.

- Resolución N.º 109/96 del Ministerio de Ambiente y Obras Públicas: Reglamento que rige las Audiencias Públicas convocadas por la Autoridad Provincial de Aplicación en el procedimiento de Evaluación de Impacto Ambiental. El objetivo de la Audiencia Pública es que la Autoridad Ambiental a través de una comunicación fluida, ordenada y productiva entre el proponente del proyecto, especialistas y los múltiples integrantes del público, reciba informaciones, opiniones u objeciones concernientes al proyecto, las que debidamente consideradas contribuirán a mejorar la calidad de la decisión a adoptar, en particular, de la Declaración de Impacto Ambiental en el cumplimiento de los objetivos de la política ambiental provincial.

- Ley N.º 6.649: En el año 1999 se promulgó esta ley que agrega en el título I del Anexo I de la Ley 5.961, como punto 12 a la “Construcción de hipermercados y grandes centros comerciales con una superficie total mayor de dos mil quinientos metros cuadrados (2.500 m2) y ampliaciones de los ya existentes en superficies mayores de mil quinientos metros cuadrados (1.500 m2)”.

- Ley N.º 6.866: Sancionada en el año 2001, esta ley incorpora como punto 13 del título I del Anexo I de la Ley 5.961, la “Instalación de antenas de telecomunicaciones”; quedando así, este rubro a cargo de la Autoridad Ambiental Provincial.